# Formica rufa
Formica rufa је инсект из реда Hymenoptera и фамилије Formicidae. Радници црвене и браон-црни са тамном мрљом да дорзалној страни главе и на промезонотуму, полиморфни су и дуги су 4,5-9мм. Имају крупне мандибуле, и као многи друи мрави имају могућност да прскају мрављу киселину из свог абдомена.

## Станиште
Шумски мрав је уобичајени становник низијске Европе. Своје мравињаке најчешће праве у шуми, у близини срушених и трулих дебала. Материјал који користе за изградњу јесу суво лишће, опале гранчице или иглице четинара. Мравињаци могу бити појединачни или у мањим групама и конусног су облика. У једном мравињаку могу се наћи од једне до стотину или више матица. Различита истраживања су показала да се број радника може кретати од 100 000 до 400 000. Collingwood (1979)

## Исхрана
Стазе којима се крећу када су у потрази за храном зраче из мравињака, најчешће у смеру биљака на којима се налазе биљне ваши. Узимање плена није селективно, јер храну узимају како са биљака тако и са шумског тла. У мравињак односе исекте, зглавкаре, глисте, иако им је главна исхрана као и код осталих инсеката ове групе медна роса kоју производе афиде. Collingwood (1979)

## Понашање радника
Примећено је да радници ове врсте показују родитељску негу и бригу о коконима. Радници пролазе кроз одређену фазу у којој постају осетљиви на хемијске стимулансе које емитује кокон. Oва фаза се јавља у специфичном периоду. Изведен је експеримент (Moli et. al.) који је тестирао како радници реагују на одређене врсте кокона (хомоспецифичне и хетероспецифичне). Уколико је радник одрастао у одсуству кокона неће показивати бригу према коконима и они ће бити искориштени за исхрану. Уколико су одрастали у присуству хомоспецифичних а да су накнадно додате хетероспецифични кокони, радници ће водити бригу о хомоспецифичним док ће хетероспецифични бити занемарени. Уколико су одгајани у присуство само хетероспецифичних, кокони ће бити напуштени или искориштени за исхрану. Ово показује да су стимуланси који се испуштају од стране кокона од великог значаја за понашање радника. Међутим специфично хемијско једињење које доводи до стимулисања понашања није пронађено.

## Угроженост
Ова врста је на нижем степену опасности од изумирања, и сматра се скоро угроженим таксоном.

## Распрострањење
Ареал врсте Formica rufa обухвата већи број држава. 
Врста је присутна у Русији, Шведској, Норвешкој, Пољској, Немачкој, Шпанији, Италији, Србији, Мађарској, Румунији, Украјини, Белорусији, Турској, Финској, Данској, Уједињеном Краљевству, Бугарској, Француској, Холандији, Црној Гори, Литванији, Луксембургу, Летонији, Словачкој, Чешкој, Естонији, Молдавији, Аустрији, Белгији и Узбекистану.